# Orlando Ludovico Parolín
Orlando Ludovico Parolín (Puerto Deseado, 31 de mayo de 1924-Buenos Aires, 12 de marzo de 2019) fue un político y agrónomo argentino, perteneciente al Partido Justicialista, el cual fue designado por la presidenta María Estela Martínez de Perón como interventor federal de la provincia de Santa Cruz, en octubre de 1975 y permaneció en el cargo hasta el 24 de marzo de 1976, cuando es depuesto por el golpe militar autoproclamado Proceso de Reorganización Nacional.

## Biografía
Nació en Puerto Deseado, en el entonces Territorio Nacional de Santa Cruz, en 1924. En su carrera temprana se desempeñó como agrónomo del Ministerio de Agricultura de la Nación en dicho territorio.
En política, adhirió al peronismo y en 1949 fue uno de los fundadores del Partido Peronista en el Territorio de Santa Cruz, integrando una unidad básica en la capital territorial. Desde año fue funcionario administrativo de la municipalidad de Río Gallegos, desempeñándose como tesorero, y alcanzó a ser intendente y comisionado municipal de aquella localidad cuando Ángel Carnota dejó el cargo para pasar a la gobernación del territorio. Permaneció en el cargo desde enero de 1950 hasta su asunción en el Congreso. En su gestión municipal, comenzó la pavimentación de la ciudad, refaccionó la usina, entre otras obras públicas.
En las elecciones legislativas de 1951, fue elegido delegado territorial por Santa Cruz en la Cámara de Diputados de la Nación Argentina, como candidato del Partido Peronista, siendo el primer legislador santacruceño en el Congreso Nacional. Obtuvo 3.269 votos sobre 1.323 de su oponente de la Unión Cívica Radical, Bartolomé Pérez, superando el 68 % de los votos emitidos.
Fue miembro de las comisiones del Aborigen y de Territorios Nacionales y secretario de la comisión de Comercio. En su actividad legislativa, participó en el debate sobre provincialización de los territorios nacionales en 1954, sobre la incorporación de los pueblos originarios en el Registro Civil y la creación de colonias aborígenes en provincias del norte argentino. Había sido elegido hasta 1958, pero permaneció en el cargo hasta septiembre de 1955, cuando su mandato fue interrumpido por el golpe de Estado de la autoproclamada Revolución Libertadora. Tras el golpe, tuvo una interdicción de bienes, levantada en 1963.
En octubre de 1975, la presidenta María Estela Martínez de Perón lo designó interventor federal de la provincia de Santa Cruz luego de la renuncia de Augusto Pedro Saffores. Su gestión como interventor se centró en el combate de «actividades subversivas», con fuerzas militares y policiales, contra los grupos como Montoneros, entre otros. De parte de las autoridades militares asentadas en Río Gallegos se emitían comunicados como La Patria está en peligro. Enfrentamos a un enemigo que reniega de nuestro pasado histórico, social y cultural y que además pretende imponernos, mediante el crimen, un régimen ateo, materialista y despótico. Fue destituido del cargo tras el golpe de Estado del 24 de marzo de 1976.
Fue director de la casa de la provincia de Santa Cruz en Buenos Aires y miembro del Círculo de Legisladores de la Nación. Falleció en 2019, a los 94 años.